# Landgericht Kitzingen
Das Landgericht Kitzingen war ein von 1804 bis 1879 bestehendes bayerisches Landgericht älterer Ordnung mit Sitz in Kitzingen im heutigen Landkreis Kitzingen. Die Landgerichte waren im Königreich Bayern Gerichts- und Verwaltungsbehörden, die 1862 in administrativer Hinsicht von den Bezirksämtern und 1879 in juristischer Hinsicht von den Amtsgerichten abgelöst wurden.

## Geschichte
Im Jahr 1804 wurde im Verlauf der Verwaltungsneugliederung Bayerns das Landgericht Kitzingen errichtet. 1806 bis 1814 war es dann ein Landgericht im Großherzogtum Würzburg. Dieses kam im Jahr 1817 zum neu gegründeten Untermainkreis, dem Vorläufer des späteren Regierungsbezirks Unterfranken.
Anlässlich der Einführung des Gerichtsverfassungsgesetzes am 1. Oktober 1879 wurde das Amtsgericht Kitzingen errichtet, dessen Sprengel aus der Stadt Kitzingen, dem Landgerichtsbezirk Kitzingen mit den Gemeinden Biebelried, Buchbrunn, Fröhstockheim, Großlangheim, Haidt, Hoheim, Hohenfeld, Kaltensondheim, Kleinlangheim, Mainbernheim, Marktsteft, Michelfeld, Repperndorf, Rödelsee, Sickershausen, Sulzfeld am Main, Westheim und Willanzheim sowie der vorher zum Landgerichtsbezirk Wiesentheid zählenden Ortschaft Wiesenbronn gebildet wurde.